# カール・ルートヴィヒ・カーツ

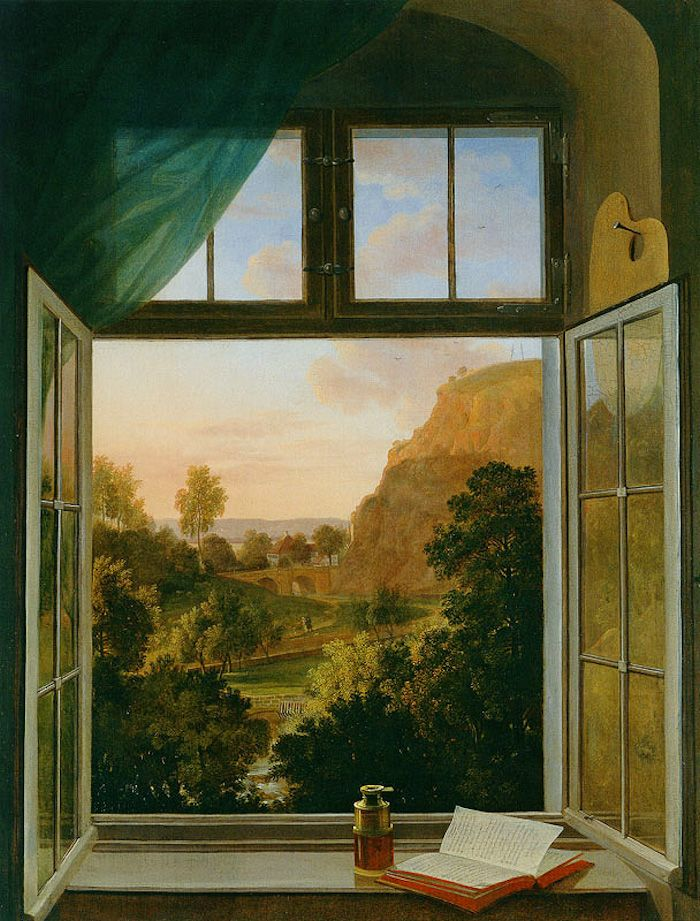
カール・ルートヴィヒ・カーツ作「グラッシ邸からのドレスデンの眺め」(1807)

カール・ルートヴィヒ・カーツ（Karl Ludwig Kaaz、姓の綴りは Katz とも、1773年1月22日 - 1810年7月14日）は、ドイツの画家である。ロマン主義のスタイルで主に風景画を描いた。

## 略歴
カールスルーエで徴税人の息子に生まれた。1775年に父親が亡くなり、1784年に母親も亡くなったためプフォルツハイムの孤児院で育った。最初に事務員として訓練を受け、その後製本業者で働いた。1792年に彼はスイスのラ・ショー＝ド＝フォンに移り、そこで彼の妹は金製品製造業者と結婚した。ラ・ショー＝ド＝フォンで銅版画やミニアチュール画の教育を受けた。シュトゥットガルト美術アカデミーで学び、1797年からドレスデン芸術アカデミーで学び、ヨハン・クリスチャン・クレンゲル(Johann Christian Klengel: 1751–1824) やヤコプ・ヴィルヘルム・メハウ(Jacob Wilhelm Mechau: 1745–1808) からら指導を受けた。
ドレスデンで,多くの芸術家や支援者と知り合い、その中には画家アントン・グラフ (1736–1813)や文学者のエリーザ・フォン・デル・レッケ（Elisa von der Recke: 1754-1833）がいて、1801年にはトラウゴット・レーベレヒト・ポッホマン（Traugott Leberecht Pochmann (1762–1830）とグラフの息子で風景画家のカール・アントン・グラフ（Carl Anton Graff: 1774-1832）とパリを経由してイタリアへ旅し、1804年にドレスデンに多くの絵の着想とスケッチを携えて戻った。
その後、さまさまな画材で理想化された風景を描いた。イタリアのネミ湖の油絵をザルツブルクのフロフブルク城（Schlosses Frohburg）の装飾画の大作を制作した。1807年に、シュトゥットガルトのアカデミーから風景画で賞を受けた。
ドレスデンのカーツの学生の中には、フェルディナント・オリヴィエ（1785–1841）がいた。
1805年にアントン・グラフの娘カロリーネ・スザンネ(Caroline Susanne: 1781年生まれ)と結婚した。
カーツはゲーテ（1749-1832）と親交があり、ゲーテから高い評価を受けていた。1805年に知り合った後、1808年に現チェコのカールスバートで治療のためにともに過ごし、カーツはさまざまな絵画の技法を実演した。カーツが1809年に宮廷で絵を教えるためにヴァイマルに滞在したとき、ゲーテの家に滞在した。フリードリヒ・フォン・シラー（1759-1805）とも友人であり、シラーの舞台劇『ヴィルヘルム・テル』（1804年）から着想を得て作品を描いた。
結婚後は病気に悩まされ、1810年にドレスデンで仕事中に亡くなった。2人の娘は義理の兄弟のカール・アントン・グラフが育てた。

## 作品

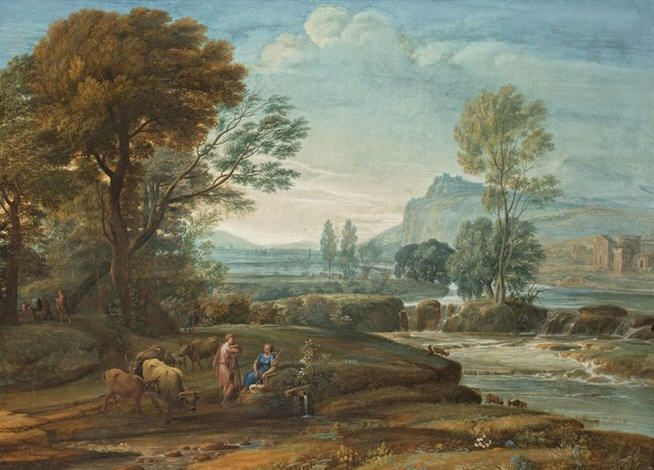
理想化された風景 (1797)
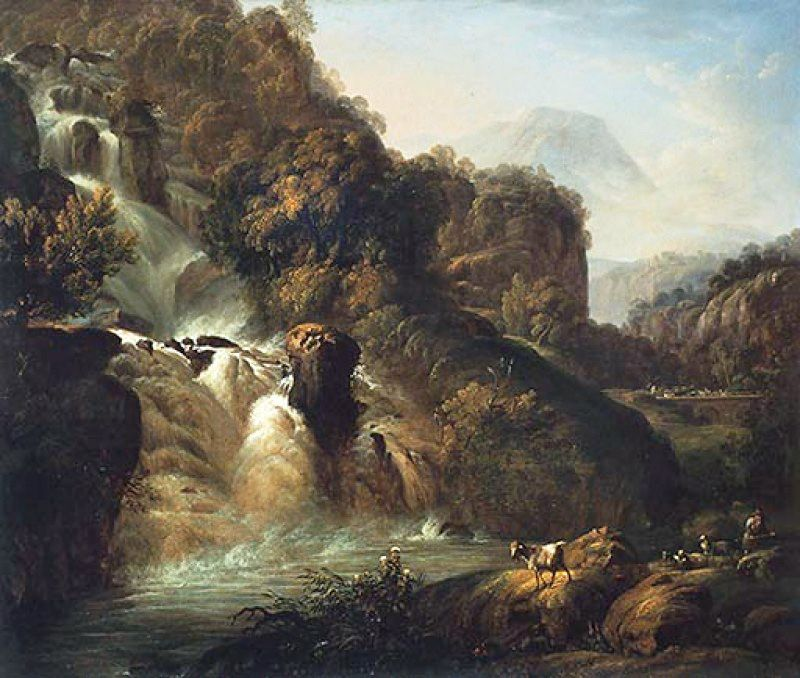
滝 (1800)
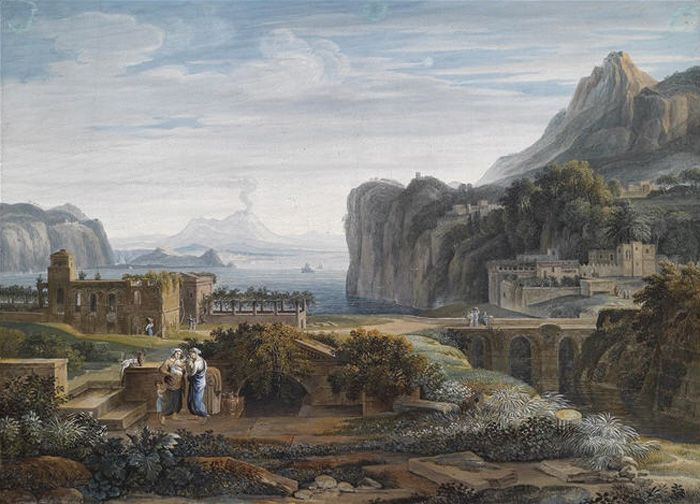
イスキア島の眺め(1808)
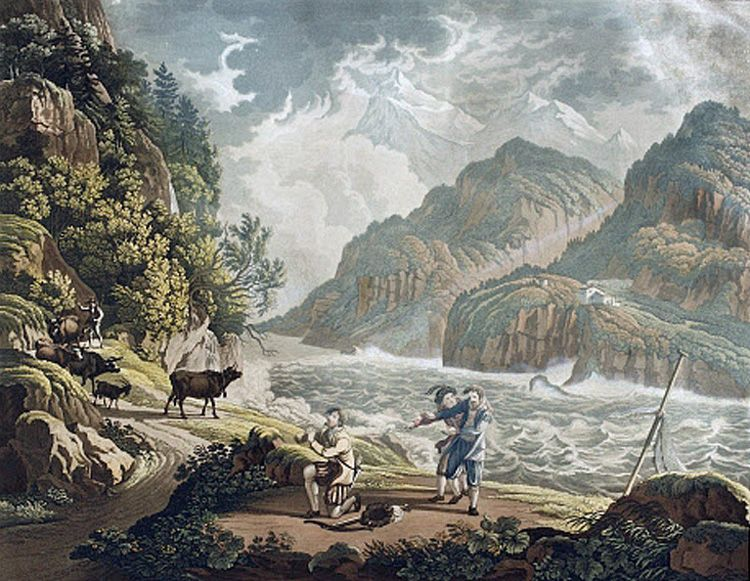
『ヴィルヘルム・テル』から「Ich bin befreyt(我は自由なり)」(1810)